# 约瑟夫·内雷特
约瑟夫·内雷特，(1924年4月9日-2007年4月29日）是海地法官和政治人物。他在1991年10月8日至1992年6月19日期間擔任海地臨時總統，在此期間，真正的政治權力掌握在拉烏爾·塞德拉斯和米歇爾·法蘭索瓦領導的軍政府手中。
约瑟夫於1950年獲得法律學位。1971年至1978年，他在太子港擔任代理檢察官。從1978年到1988年，他出任上訴法院法官，當時他被任命為上訴法院法官。
在2007年4月29日在太子港病逝，死因是肺癌。